# Kaja Silverman
Kaja Silverman (16 de septiembre de 1947) es una teórica del cine estadounidense e historiadora de arte. Obtuvo su doctorado en Inglés de la Universidad de Brown. Enseñó en la Universidad de Yale, Trinity College, la Universidad Simon Fraser, la Universidad de Brown, la Universidad de Rochester y la Universidad de California en Berkeley, antes de incorporarse a la Universidad de Pensilvania Departamento de Historia del Arte en 2010. Se le concedió una beca Guggenheim Fellowship en 2008.
Su escritura y enseñanza se centran en este momento sobre todo en la fenomenología, el psicoanálisis, la fotografía, y el tiempo basado en el arte visual, pero ella sigue escribiendo sobre cine e impartiendo cursos de cine, y tiene un creciente interés en la pintura. Actualmente está escribiendo un libro sobre la fotografía, llamada El milagro de la analogía, y su tiempo en el libro de decisiones,  Flesh of My Flesh, fue publicado por Stanford University Press en el otoño de 2009.
Silverman es la autora de numerosos artículos y libros de los cuales son los siguientes ocho:
- The Subject of Semiotics  (Oxford University Press, 1983)
- The Acoustic Mirror: The Female Voice in Psychoanalysis and Cinema (Indiana University Press, 1988)
- White Skin, Brown Masks (Indiana University Press, 1989)
- Male Subjectivity at the Margins  (Routledge Press, 1992)
- The Threshold of the Visible World  (Routledge Press, 1996) [edición castellana: El umbral del mundo visible (Akal, 2009)]
- Speaking About Godard  (New York University Press, 1998; with Harun Farocki)
- World Spectators  (Stanford University Press, 2000)[5]
- James Coleman  (Munich: Hatje Cantz, 2002; ed. Susanne Gaensheimer)
- Flesh of My Flesh  (Stanford University Press, 2009)